# Paraphronima gracilis
Paraphronima gracilis är en kräftdjursart som beskrevs av Carl Friedrich Wilhelm Claus 1879. Paraphronima gracilis ingår i släktet Paraphronima, och familjen Paraphronimidae. Inga underarter finns listade.